# Žáky
Žáky (en allemand : Schak) est une commune du district de Kutná Hora, dans la région de Bohême-Centrale, en République tchèque. Sa population s'élevait à 349 habitants en 2020.

## Géographie
Žáky se trouve à 3,5 km au sud-sud-ouest de Čáslav, à 10 km au sud-est de Kutná Hora et à 71 km à l'est-sud-est de Prague.
La commune est limitée par Čáslav au nord et au nord-est, par Tupadly et Schořov à l'est, par Zbýšov au sud et par Krchleby à l'ouest.

## Histoire
La première mention écrite de la localité date de 1407.

## Administration
La commune se compose de deux quartiers :
- Žáky
- Štrampouch

## Transports
Par la route, Žáky se trouve à 4,3 km de Čáslav, à 16 km de Kutná Hora et à 91 km de Prague.